# Fábrica de Moagem do Caramujo
A Fábrica de Moagem do Caramujo é uma antiga moagem localizada na Cova da Piedade, na atual freguesia de Almada, Cova da Piedade, Pragal e Cacilhas, município de Almada, em Portugal.
A fábrica do caramujo foi a primeira estrutura industrial em betão armado a ser construída em Portugal.
Em 2002 foi adquirida pela câmara Municipal de Almada e não é visitável.
A Fábrica de Moagem do Caramujo está classificada como Imóvel de Interesse Público desde 2002.